# Én kicsi pónim: Equestria lányok – A színfalak mögött
Az Én kicsi pónim: Equestria lányok – A színfalak mögött (eredeti cím: My Little Pony: Equestria Girls – Sunset's Backstage Pass) 2019-ben bemutatott amerikai–kanadai 2D-s számítógépes animációs különkiadás, amelyet Ishi Rudell és Katrina Hadley rendezett. A különkiadás az Én kicsi pónim: Varázslatos barátság animációs televíziós sorozathoz készült. A DHX Media készítette, a Hasbro Studios forgalmazta. Amerikában 2019. július 27-én mutatta be a Discovery Family csatorna. Magyarországon a Minimax mutatta be 2020. január 1-jén.

## Ismertető
Sunset Shimmer és a Pinkie Pie izgatottan várják kedvenc bandájukat a PostCrush-t, a kétnapos Csillagörvény Zenei Fesztiválon. Az első nap folyamán Sunset kisebb bosszúságokkal küzd, amelyek közül a legtöbbet a könnyen elterelhető Pinkie okozza. Miután Pinkie tönkreteszi a churro árus kocsiját kizárják őket a fesztiválról, Sunset pedig dühösen visszautasítja Pinkie bocsánatkérését. Ahogy csüggedten ül egy dombtetőn, kilátással a helyszínre, hirtelen varázslatos energia árad szét. Sunset másnap azzal szembesül, hogy időhurokba került és kénytelen átélni a fesztivál első napját újra és újra.

## Szereplők
| Szereplő         | Eredeti hang        | Magyar hang      |
| ---------------- | ------------------- | ---------------- |
| Twilight Sparkle | Tara Strong         | Vadász Bea       |
| Sunset Shimmer   | Rebecca Shoichet    | Simonyi Réka     |
| Rainbow Dash     | Ashleigh Ball       | Grúber Zita      |
| Applejack        | Ashleigh Ball       | Solecki Janka    |
| Pinkie Pie       | Andrea Libman       | Zsigmond Tamara  |
| Fluttershy       | Andrea Libman       | Szabó Zselyke    |
| Rarity           | Tabitha St. Germain | Molnár Ilona     |
| Spike            | Cathy Weseluck      | Seszták Szabolcs |
| K-Lo             | Lili Beaudoin       | Magyar Viktória  |
| Su-Z             | Mariee Devereux     | Boldog Emese     |
| Adagio Dazzle    | Kazumi Evans        | Hermann Lilla    |
| Aria Blaze       | Diana Kaarina       | Berkes Boglárka  |
| Sonata Dusk      | Maryke Hendrikse    | Pekár Adrienn    |
| Snips            | Lee Tockar          | Berkes Bence     |
| Snails           | Richard Ian Cox     | Baráth István    |
| Puffed Pastry    | Kathleen Barr       |                  |
| Biztonsági őr    | Michael Dobson      | Potocsny Andor   |

## Magyar változat
A szinkront a Minimax megbízásából a Subway Stúdió készítette.
- Magyar szöveg: Markwarth Zsófia
- Hangmérnök és szinkronrendező: Johannis Vilmos
- Gyártásvezető: Terbócs Nóra
- Produkciós vezető: Kicska László
- Felolvasó: Németh Kriszta
- Főcímdal: Csuha Bori

## Dalok
| Dal            | Eredeti előadó                                                 | Magyar előadó               |
| -------------- | -------------------------------------------------------------- | --------------------------- |
| Find the Magic | Kazumi Evans, Shylo Sharity, Shannon Chan-Kent                 | Laurinyecz Réka, Sági Tímea |
| True Original  | Marie Hui, Arielle Tuliao, Rebecca Shoichet, Shannon Chan-Kent | Laurinyecz Réka, Sági Tímea |